# Libra (渡辺真知子のアルバム)
『Libra』（ライブラ）は、1980年（昭和55年）8月21日にリリースされた渡辺真知子の5枚目のスタジオ・アルバム。発売元はCBS・ソニー。7枚目のシングル『唇よ、熱く君を語れ』、8枚目のシングル『ホールド ミー タイト』を含む全10曲を収録する。
CD盤は、1991年9月15日にCD選書として『遠く離れて』『メモリーズ』と同時発売。なお、2013年7月24日にデビュー・アルバム『海につれていって』から『メモリーズ』までの初期アルバム4枚がBlu-spec CD2として復刻されたが、本作『Libra』以降のアルバムはその際に再発売されていない。

## 解説
アルバムタイトルの「Libra」は、てんびん座および西洋占星術の「天秤宮」を意味する。渡辺が10月23日生まれの天秤座であることから。
前作の『メモリーズ』は、デビュー以来立て続けにヒットを飛ばしていた渡辺が行き詰まりを感じていた時期に制作されたアルバムで、渡辺は自分自身を奮い立たせるため曲を作っていたという。そして、本アルバムに先行して1980年1月21日に発売されたシングル『唇よ、熱く君を語れ』は、カネボウ化粧品の「女性の時代」をコンセプトとした新ブランド「LADY 80（レディエイティ）」のCM曲に採用、その軽快でパワフルな曲調は、女性の社会進出が進み「翔んでる女」が流行語となった1980年代の幕開けを象徴する楽曲として、迷いを断ち切るように大ヒット。『迷い道』『かもめが翔んだ日』と並ぶ渡辺の代表曲となった。
さらに同年5月21日、本アルバムから8枚目のシングル『ホールド ミー タイト』が発売された（EP盤、規格品番：06SH775）。

## 収録曲
1. 涙の音
  - 作詞・作曲：渡辺真知子／編曲：船山基紀
2. 唇よ、熱く君を語れ
  - 作詞：東海林良／作曲：渡辺真知子／編曲：船山基紀
  - 7枚目のシングル。
3. Love-Safety Zone
  - 作詞・作曲：渡辺真知子／編曲：船山基紀
4. Summer Night
  - 作詞・作曲：渡辺真知子／編曲：船山基紀
  - 8枚目のシングルB面曲。
5. Rainy Day
  - 作詞・作曲：渡辺真知子／編曲：船山基紀
6. ホールド ミー タイト[7] (Hold Me Tight)
  - 作詞・作曲：渡辺真知子／編曲：船山基紀
  - 8枚目のシングル。
7. Stop The Music
  - 作詞・作曲：渡辺真知子／編曲：船山基紀
8. 或る男と女の物語
  - 作詞・作曲：渡辺真知子／編曲：船山基紀
9. Aha!
  - 作詞・作曲：渡辺真知子、編曲：船山基紀
10. Dream
  - 作詞・作曲：渡辺真知子、編曲：船山基紀

## バージョン
- LP - 1980年8月21日発売[1][2]。規格品番：27AH1035[1]
- CD
  - CD選書 - 1991年9月15日発売[3]。規格品番：SRCL-2063[1]